# Championnat de Singapour de football 2024-2025
Navigation
Singapore Premier League 2023 Singapore Premier League 2025-2026
La saison 2024-2025 de Singapore Premier League aussi connu sous le nom de « AIA Singapore Premier League » pour des raisons de sponsoring, est la 92e édition du Championnat de Singapour de football. 
Le Albirex Niigata SFC est le tenant du titre après avoir remporté pour la 6e fois la compétition. 
A partir de cette saison le championnat passe d'un format sur l'année civile à un format à l'européenne.

## Réglement
La Singapore Premier League est composé de neuf clubs qui s'affrontent tous lors de quatre confrontations aller et retour. Le champion est l'équipe qui obtient le plus grand nombre de points après les 32 journées de championnat. À la fin de la compétition, le champion et le vainqueur de la Coupe de Singapour de football 2024-2025 se qualifient pour la Ligue des champions 2 2025-2026. Néanmoins, les franchises « étrangères » Albirex Niigata SFC et DPMM Brunei ainsi que les Young Lions ne peuvent pas s'aligner en compétition asiatique pour représenter Singapour. Il n'y a pas de relégation puisque les clubs inscrits sont des franchises, à l'image de ce qui se fait dans les championnats australien ou nord-américain.
Le classement est calculé avec le barème de points suivant : une victoire vaut trois points, le match nul un. La défaite ne rapporte aucun point.
À égalité de points, les critères de départage sont les suivants :
1. Plus grande différence de buts générale ;
2. Plus grand nombre de buts marqués ;
3. Plus grand nombre de victoire.

## Participants
L'édition 2024-2025 est la 2e édition à neuf équipes.
| Club                     | Classement 2023 | Stade                            | Capacité |
| ------------------------ | --------------- | -------------------------------- | -------- |
| Albirex Niigata SFC      | 1er             | Jurong East Stadium              | 2 700    |
| Lion City Sailors FC     | 2e              | Bishan Stadium                   | 6 254    |
| Tampines Rovers FC       | 3e              | Jalan Besar Stadium              | 6 000    |
| Balestier Khalsa FC      | 4e              | Bishan Stadium                   | 6 254    |
| Geylang International FC | 5e              | Jalan Besar Stadium              | 6 000    |
| Hougang United FC        | 6e              | Jalan Besar Stadium              | 6 000    |
| DPMM Brunei              | 7e              | Stade du Sultan Hassanal Bolkiah | 28 000   |
| Tanjong Pagar United     | 8e              | Jurong East Stadium              | 2 700    |
| Young Lions              | 9e              | Jalan Besar Stadium              | 6 000    |

Légende des couleurs
- Phase de groupe de la Ligue des champions 2 2024-2025

## Compétition

### Classement
| Rang | Équipe                   | Pts | J  | G  | N  | P  | Bp | Bc  | Diff |
| ---- | ------------------------ | --- | -- | -- | -- | -- | -- | --- | ---- |
| 1    | Lion City Sailors FC     | 72  | 32 | 22 | 6  | 4  | 96 | 32  | +64  |
| 2    | Tampines Rovers FC       | 64  | 32 | 19 | 7  | 6  | 84 | 37  | +47  |
| 3    | Geylang International FC | 54  | 32 | 15 | 9  | 8  | 97 | 64  | +33  |
| 4    | Balestier Khalsa FC      | 48  | 32 | 14 | 6  | 12 | 84 | 80  | +4   |
| 5    | DPMM Brunei,             | 44  | 32 | 12 | 8  | 12 | 54 | 61  | -7   |
| 6    | Albirex Niigata SFC T    | 42  | 32 | 13 | 3  | 16 | 55 | 71  | -16  |
| 7    | Hougang United FC        | 31  | 32 | 7  | 10 | 15 | 61 | 76  | -15  |
| 8    | Young Lions              | 29  | 32 | 7  | 8  | 17 | 47 | 89  | -42  |
| 9    | Tanjong Pagar United     | 16  | 32 | 3  | 7  | 22 | 35 | 103 | -68  |

| Légende : Qualifications et relégations | Légende : Qualifications et relégations                              |
| --------------------------------------- | -------------------------------------------------------------------- |
|                                         | Phase de groupe de la Ligue des champions 2 2025-2026                |
|                                         | Rejoint le Championnat de Malaisie 2025-2026                         |
|                                         | T : Tenant du titre C : Vainqueur de la Coupe de Singapour 2025-2026 |

### Résultats
| Résultats (▼dom., ►ext.)                                   | AN  | BK  | TR  | DP  | GI  | HU  | LCS | TPU | YL  | AN  | BK  | TR  | DP  | GI  | HU  | LCS | TPU | YL  |
| Albirex Niigata SFC                                        |     | 7-2 | 2-4 | 1-4 | 0-6 | 1-0 | 3-1 | 4-1 | 2-1 |     | 7-2 | 2-4 | 1-4 | 0-6 | 1-0 | 3-1 | 4-1 | 2-1 |
| Balestier Khalsa FC                                        | 2-3 |     | 2-4 | 4-2 | 2-2 | 3-1 | 2-4 | 5-2 | 3-2 | 2-3 |     | 2-4 | 4-2 | 2-2 | 3-1 | 2-4 | 5-2 | 3-2 |
| Tampines Rovers FC                                         | 3-1 | 3-1 |     | 3-0 | 2-2 | 5-1 | 2-2 | 3-0 | 2-2 | 3-1 | 3-1 |     | 3-0 | 2-2 | 5-1 | 2-2 | 3-0 | 2-2 |
| DPMM Brunei                                                | 0-0 | 2-2 | 3-2 |     | 3-3 | 1-1 | 0-2 | 1-1 | 1-3 | 0-0 | 2-2 | 3-2 |     | 3-3 | 1-1 | 0-2 | 1-1 | 1-3 |
| Geylang International FC                                   | 5-1 | 4-4 | 4-4 | 2-4 |     | 0-1 | 1-1 | 5-3 | 7-1 | 5-1 | 4-4 | 4-4 | 2-4 |     | 0-1 | 1-1 | 5-3 | 7-1 |
| Hougang United FC                                          | 1-0 | 3-3 | 1-1 | 2-2 | 2-6 |     | 1-4 | 5-1 | 2-2 | 1-0 | 3-3 | 1-1 | 2-2 | 2-6 |     | 1-4 | 5-1 | 2-2 |
| Lion City Sailors FC                                       | 7-1 | 3-1 | 0-5 | 3-0 | 2-2 | 7-1 |     | 3-0 | 3-1 | 7-1 | 3-1 | 0-5 | 3-0 | 2-2 | 7-1 |     | 3-0 | 3-1 |
| Tanjong Pagar United                                       | 2-1 | 0-5 | 0-3 | 3-2 | 2-7 | 1-1 | 0-6 |     | 1-3 | 2-1 | 0-5 | 0-3 | 3-2 | 2-7 | 1-1 | 0-6 |     | 1-3 |
| Young Lions                                                | 3-2 | 2-7 | 0-2 | 1-2 | 0-3 | 4-4 | 0-6 | 3-2 |     | 3-2 | 2-7 | 0-2 | 1-2 | 0-3 | 4-4 | 0-6 | 3-2 |     |
| - Victoire à domicile - Match nul - Victoire à l'extérieur |     |     |     |     |     |     |     |     |     |     |     |     |     |     |     |     |     |     |

## Bilan de la saison
| Championnat de Singapour de football 2024-2025 |                                 |
| Champion                                       | Lion City Sailors FC (4e titre) |
| Coupes et trophées                             |                                 |
| Vainqueur de la Coupe de Singapour 2024-2025   | Lion City Sailors FC            |
| Qualifications continentales                   |                                 |
| Ligue des champions 2                          | Lion City Sailors FC            |
| Ligue des champions 2                          | Tampines Rovers FC              |